# Szymanowsk
Szymanowsk (ros. Шимановск) – miasto w azjatyckiej części Rosji, w obwodzie amurskim, 250 km na północ od Błagowieszczeńska. Ośrodek administracyjny rejonu szymanowskiego (samo miasto nie wchodzi w skład rejonu), stanowi okręg miejski Szymanowsk.